# Dimetilsolfato
Il dimetilsolfato, chiamato anche solfato dimetilico, è un composto chimico avente formula molecolare (CH3O)2S(=O)2. Rappresenta l'estere dimetilico dell'acido solforico (diestere) ed è utilizzato principalmente come agente metilante in sintesi organica. Può ugualmente esser visto come una molecola di acido solforico in cui due metili hanno preso il posto dei due idrogeni, per cui viene spesso indicato anche con la formula (CH3)2SO4, che mette in evidenza il gruppo solfato, o anche, usando il simbolo del metile, con Me2SO4.
In condizioni standard si presenta come liquido oleoso dal leggero odore di cipolla. Come tutti i forti agenti alchilanti è altamente tossico ed è anche un probabile cancerogeno.

## Produzione
Il dimetilsolfato può essere sintetizzato in molti modi differenti, il più semplice dei quali è l'esterificazione dell'acido solforico con metanolo:
{\displaystyle {\ce {2 CH3OH + H2SO4 -> (CH3)2SO4 + 2 H2O}}}
Un altro metodo di sintesi sfrutta la distillazione dell'idrogenosolfato di metile:
{\displaystyle {\ce {2 CH3HSO4 -> H2SO4 + (CH3)2SO4}}}
Anche il nitrito di metile e il clorosolfonato di metile producono il dimetilsolfato:
{\displaystyle {\ce {CH3ONO + (CH3)OSO2Cl -> (CH3)2SO4 + NOCl}}}
Negli Stati Uniti il dimetilsolfato è stato prodotto commercialmente sin dagli anni 1920. Un processo comune è la reazione continua dell'etere dimetilico con triossido di zolfo:
{\displaystyle {\ce {(CH3)2O + SO3 -> (CH3)2SO4}}}

## Usi
Il dimetilsolfato è meglio conosciuto come reagente per la metilazione di fenoli, ammine e tioli. Tipicamente, un gruppo metilico è trasferito più rapidamente rispetto al secondo. Il trasferimento del metile avviene solitamente attraverso una reazione SN2. In confronto ad altri agenti metilanti, il dimetilsolfato viene preferito dall'industria a causa del suo basso costo ed elevata reattività. Uno dei principali svantaggi è però l'elevata tossicità.
Il dimetilsolfato è in grado di scindere la guanina nel DNA rompendo gli anelli di imidazolo presenti nella guanina. Questo processo può essere utilizzato per il sequenziamento delle basi azotate, la rottura della catena del DNA e per altre applicazioni. Il dimetilsolfato metila anche l'adenina, caratteristica sfruttata per l'analisi delle interazioni proteine-DNA.